# 洛斯蒙赫斯群島

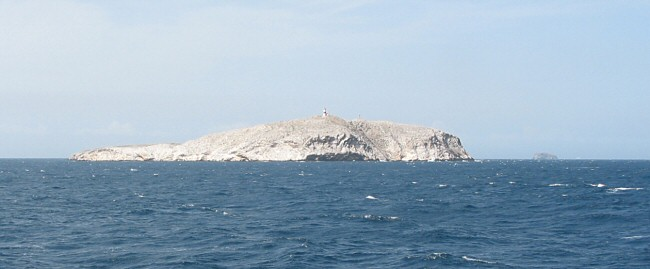

12°22′N 70°54′W / 12.367°N 70.900°W
洛斯蒙赫斯群島（西班牙語：Archipiélago Los Monjes）是委內瑞拉的群島，位於帕拉瓜納半島以北35公里的加勒比海，屬於背風安的列斯群島的一部分，由8座島嶼組成，行政方面由聯邦屬地負責管轄，總面積0.2平方公里，島上無人居住。

## 外部連結
- photographs and information material
- nautical information (Sailing Directions) （页面存档备份，存于）
- NASA satellite images